# 美努財女
美努 財女（みの の たからめ、生没年不詳）は、奈良時代後期の女性。名は財刀自（たからとじ）とも記される。姓は連。のち一時的に宿禰。位階は外従五位下。

## 経歴
称徳朝の天平神護2年（766年）11月に、従六位下から外従五位下に昇叙している。その後、神護景雲4年（770年）4月に、弓削耳高らとともに宿禰姓となり、名前も「財刀自」と記されているが、「未だ歳月を経ずして、皆、本の姓に復す」として、ほどなくして「連」姓にもどされている。これは財女たちと道鏡との関係が深かったことを指し示している。財女の同族の美努奥麻呂も同年一時的に「宿禰」姓になり、称徳天皇崩御後の9月頃に「連」姓にもどされたことが、『正倉院文書』から明らかになっている。

## 官歴
『続日本紀』による。
- 時期不詳：従六位下
- 天平神護2年（766年）11月10日：外従五位下
- 神護景雲4年（770年）4月11日：宿禰改姓。9月：連改姓？（『大日本古文書』による）